# جيروم كونواي
جيروم كونواي هو متسابق يخت كندي، ولد في 1937 في تورونتو في كندا.

## وصلات خارجية
- جيروم كونواي على موقع أوليمبيديا (الإنجليزية)